# 和泉多摩川站

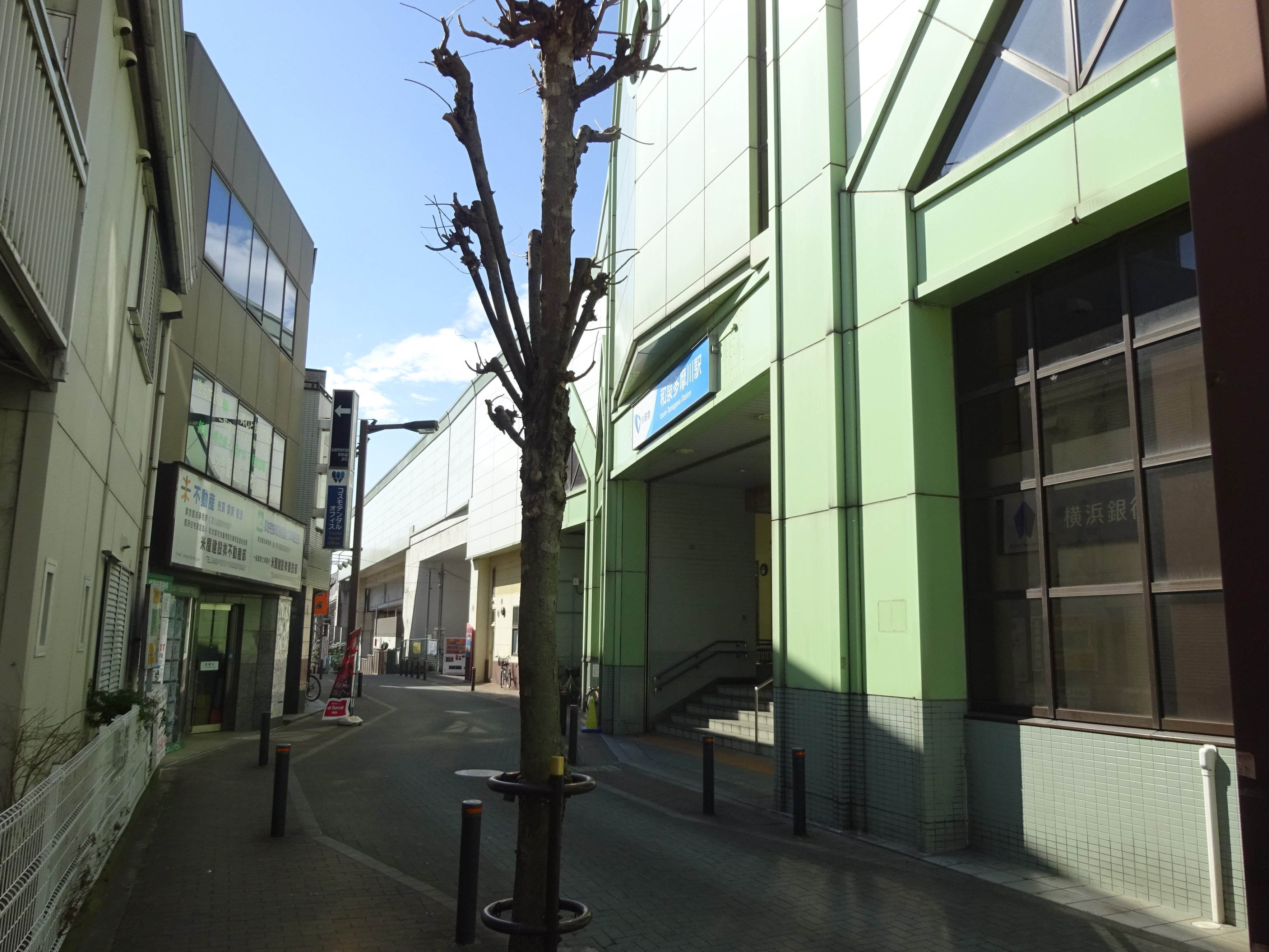
南口（2016年2月）

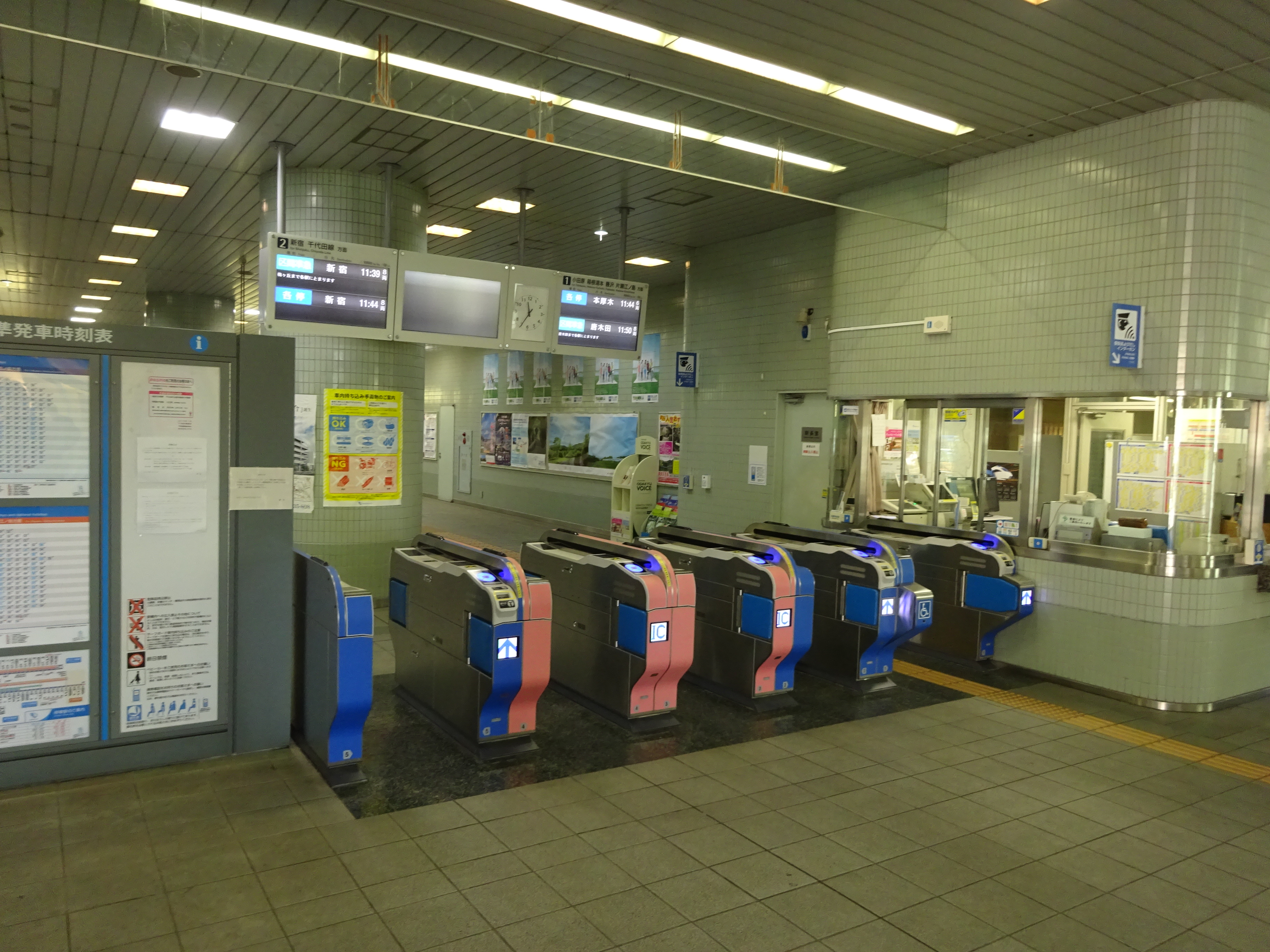
剪票口（2016年2月）

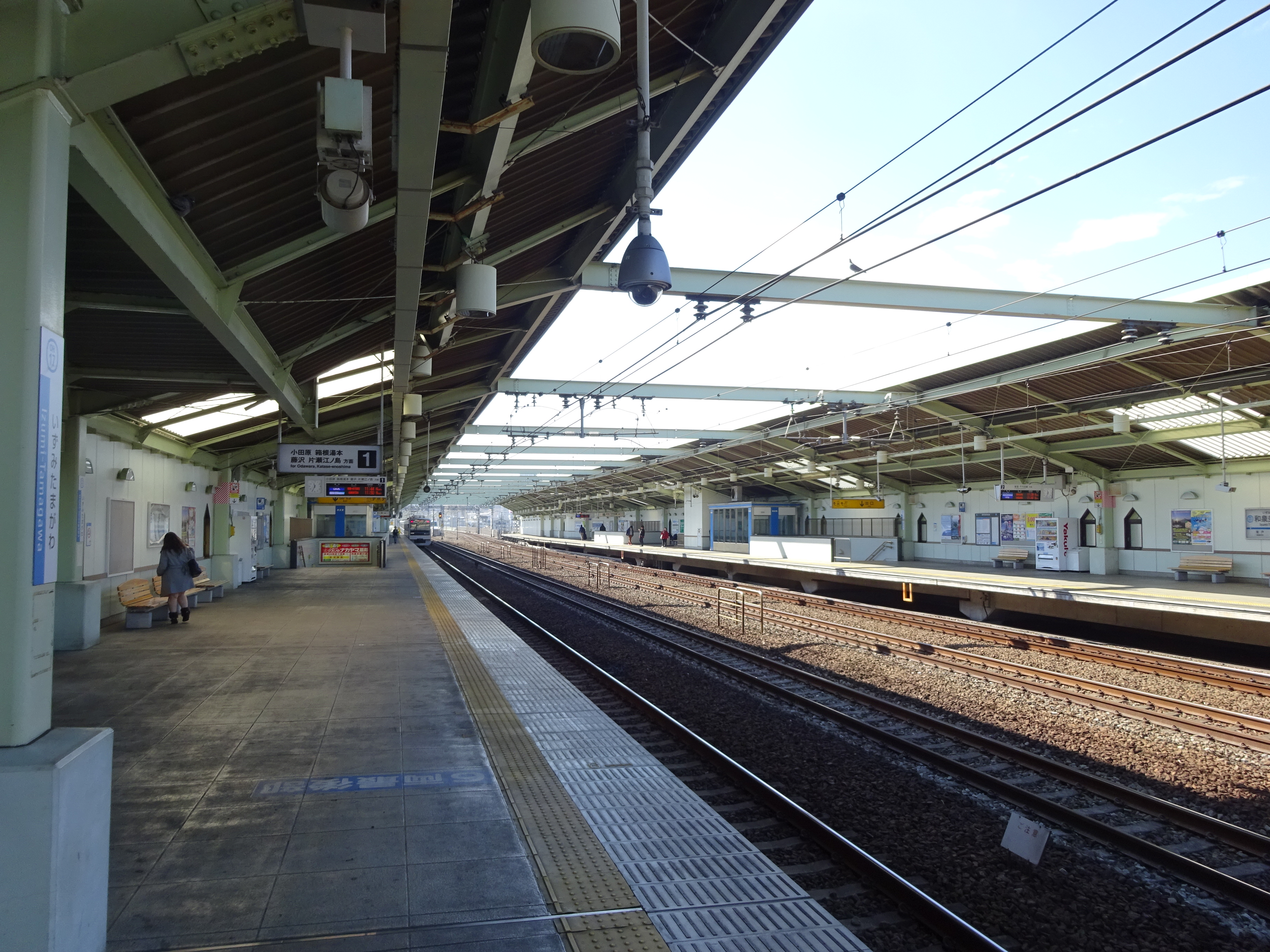
月台（2016年2月）

和泉多摩川站（日语：／ Izumi-tamagawa eki */?）是一個位於東京都狛江市東和泉四丁目，屬於小田急電鐵小田原線的鐵路車站。車站編號是OH 17。

## 概要
新宿站起第17座（含新宿站）車站。距離新宿站14.4公里。月台的多摩川側可見登戶站與讀賣樂園。本站是多摩川東京側的最近站（不計町田市則是東京都最後一座車站）。1990年代後半進行路線高架複複線化工程與站前再開發。
本站與喜多見、狛江同屬成城學園前站管理管區。

## 歷史
- 1927年（昭和2年）4月1日：車站啟用。
- 1937年（昭和12年）9月1日：開往片瀨江之島站的直通車開始停靠此站（開往小田原站的直通車則不停站）。
- 1948年（昭和23年）9月：櫻準急開始停靠此站。
- 1951年（昭和26年）4月，準急開始停靠此站。
- 1964年（昭和39年）11月5日：準急開始不停此站。
- 1989年（平成元年）7月：喜多見 - 和泉多摩川路段複線化工程開始施工。
- 1996年（平成8年）12月1日：開始使用新的上行線月台。
- 1997年（平成9年）
  - 3月：喜多見－和泉多摩川路段複線化工程完工。
  - 6月23日：複線開始投入服務。
- 1999年（平成11年）4月：車站前的迴旋處建成，從而能夠轉乘路線巴士。
- 2004年（平成16年）12月11日：區間準急開始停靠此站。
- 2016年（平成28年）3月26日：區間準急廢除，本站僅停靠各站停車。
- 2018年（平成30年）3月17日：本站成為東京地下鐵千代田線直通列車（僅停靠各站停車）停靠站。

### 站名由來
最初預定為「多摩川」，因多摩川對岸已有「稻田多摩川站（現登戶站）」，因此結合地名「和泉」與「多摩川」命名為「和泉多摩川」。

### 舊站房
站房、線路在地面。站房在上行月台側，有天橋通往下行月台。下行月台設有臨時剪票口。

## 車站結構
除通過線外設有對向式月台2面4線的高架車站。線路、月台在高架上，剪票口在地上。由於位在複複線區間末端，各站停車會在此調整時間等待優等列車。
登戶站側與狛江站側各有一處剪票口。狛江站側是後來增設的簡易剪票口。本站無臨時剪票口。登戶站側剪票口有北側與南側兩出口。屋頂覆蓋全部月台，但未覆蓋線路部分。
站房兩側高架下是商業設施「小田急Marche」。
車站設計方面，內外側皆以淡綠色為基調色。
出入口附近的裝飾、剪票口層的窗框、月台層的窗框統一為淡綠色（比牆壁的綠色較深）、上部三角狀的設計。與相鄰的狛江站設計不同。
月台屋頂與和泉多摩川站採用直線狀設計。
月台有效長度可停靠10輛編組車輛。
2013年12月，站內設置發車顯示器。
| 月台   | 路線      | 方向（路線）   | 目的地                                 |
| ------ | --------- | -------------- | -------------------------------------- |
| 1      | 小田原線  | 下行（緩行線） | 小田原、箱根湯本、藤澤、片瀨江之島方向 |
| 通過線 | □小田原線 | 下行（急行線） | （下行列車通過）                       |
| 通過線 | □小田原線 | 上行（急行線） | （上行列車通過）                       |
| 2      | 小田原線  | 上行（緩行線） | 新宿、千代田線方向                     |

※下行東北澤至登戶間、上行向丘遊園至東北澤間，急行線、緩行線原則上依下述方式使用。
〔急行線〕
 □浪漫特快、■快速急行、■通勤急行、■急行，以及成城學園前站至經堂站間的□通勤準急。
〔緩行線〕
■準急、■各站停車，以及上述區間以外的□通勤準急。

### 出入口
- 登戶站側剪票口 - 設有階梯與斜坡。無電梯與電扶梯。
- 狛江站側剪票口 - 設有斜坡。無電梯與電扶梯。

## 站內設備
站房由於是近年改建，設備較為充實。

### 機器
- 自動驗票閘門
- 自動售票機
- 自動精算機

### 設施
- 廁所 - 剪票口內山側。
- 飲水處 - 兩月台各有1處。
- 休息區 - 剪票口內2處。
- 候車室 - 兩月台各有1處。
- 電梯 - 連結剪票口層與月台層。兩月台各有1座。
- 電扶梯 - 連結剪票口層與月台層。兩月台各有兩座（上下各一）。

### 商業設備、設施
- 零售店 - OX SHOP位於剪票口內。
- ATM - 剪票口外。
  - 橫濱銀行 - 登戶支店小田急和泉多摩川站出張所。
- 公共電話
- 投幣式置物櫃

## 使用情況
2017年度1日平均上下車人次為15,934人，小田急線全部70個車站當中排名56位。
近年1日平均上下車人次、上車人次變化如下表。
| 年度               | 1日平均 上下車人次 | 1日平均 上車人次 | 來源     |
| ------------------ | ------------------ | ---------------- | -------- |
| 1948年（昭和23年） | 1,996              |                  |          |
| 1990年（平成02年） |                    | 8,364            | [ * 1 ]  |
| 1991年（平成03年） |                    | 8,415            | [ * 2 ]  |
| 1992年（平成04年） |                    | 8,225            | [ * 3 ]  |
| 1993年（平成05年） |                    | 7,893            | [ * 4 ]  |
| 1994年（平成06年） |                    | 7,836            | [ * 5 ]  |
| 1995年（平成07年） |                    | 7,661            | [ * 6 ]  |
| 1996年（平成08年） |                    | 7,501            | [ * 7 ]  |
| 1997年（平成09年） |                    | 7,512            | [ * 8 ]  |
| 1998年（平成10年） |                    | 7,405            | [ * 9 ]  |
| 1999年（平成11年） |                    | 7,557            | [ * 10 ] |
| 2000年（平成12年） |                    | 7,501            | [ * 11 ] |
| 2001年（平成13年） | 14,635             | 7,499            | [ * 12 ] |
| 2002年（平成14年） |                    | 7,537            | [ * 13 ] |
| 2003年（平成15年） | 14,737             | 7,516            | [ * 14 ] |
| 2004年（平成16年） | 14,956             | 7,608            | [ * 15 ] |
| 2005年（平成17年） | 15,107             | 7,658            | [ * 16 ] |
| 2006年（平成18年） | 15,217             | 7,715            | [ * 17 ] |
| 2007年（平成19年） | 15,541             | 7,891            | [ * 18 ] |
| 2008年（平成20年） | 15,339             | 7,792            | [ * 19 ] |
| 2009年（平成21年） | 15,287             | 7,773            | [ * 20 ] |
| 2010年（平成22年） | 15,318             | 7,762            | [ * 21 ] |
| 2011年（平成23年） | 15,047             | 7,617            | [ * 22 ] |
| 2012年（平成24年） | 15,006             | 7,597            | [ * 23 ] |
| 2013年（平成25年） | 15,264             | 7,732            | [ * 24 ] |
| 2014年（平成26年） | 15,398             | 7,792            | [ * 25 ] |
| 2015年（平成27年） | 15,792             | 7,995            | [ * 26 ] |
| 2016年（平成28年） | 15,923             | 8,052            | [ * 27 ] |
| 2017年（平成29年） | 15,934             |                  |          |

## 車站周邊
登戶站側剪票口（西口）北側有站前廣場、圓環。圓環連通世田谷通。
再開發以前，車站周邊道路狹隘，最近的巴士站更在200公尺遠的地點。在1999年4月完成新道與圓環後，路線巴士開始停靠車站。

### 西口
- 警視廳調布警察署（日语：調布警察署）和泉多摩川交番
- 東京都立狛江高等學校（日语：東京都立狛江高等学校）
- 多摩川
- 和泉多摩川商店街
- 玉泉寺
- 狛江市南部地域中心
- 多摩川橋梁（日语：多摩川橋梁 (小田急小田原線)）

### 東口
- 和泉多摩川站前郵便局

### 高架下
車站高架下為商業設施小田急Marche和泉多摩川。

### 巴士路線
站前圓環的「和泉多摩川站」巴士站可搭乘小田急巴士。
- 狛11系統 - 往狛江站南口、往喜多見住宅
- 狛巴士（こまバス） - 狛江市內循環（南路線）

## 相鄰車站
小田急電鐵
 小田原線

■快速急行、□通勤急行、■急行、□通勤準急、 ■準急
通過
■各站停車
狛江（OH 16）－和泉多摩川（OH 17）－登戶（OH 18）

## 外部連結
- 和泉多摩川 - 小田急電鐵